# Dande (Angola)
Dande ist ein Landkreis (Município) in Angola. 

## Verwaltung
Dande ist ein Kreis der Provinz Bengo. Er hat 6529 km² und etwa 278.000 Einwohner. Hauptort ist Caxito, das zugleich Hauptstadt der Provinz Bengo ist.
Die Nachbargemeinden sind, im Uhrzeigersinn im Norden beginnend: Nambuangongo, Ambriz, Dembos, Pango Aluquém, Cambambe, Ícolo e Bengo, Cacuaco und schließlich der Atlantische Ozean.
Der Kreis besteht aus fünf Gemeinden (Comunas):
- Barra do Dande
- Caxito
- Mabubas
- Quicabo
- Úcua